# 하우리 (미스코리아)
하우리(1990년 8월 16일 ~ )는 대한민국의 2014년 미스코리아 충북 미(美)이다. 쌍둥이 동생 하려원도 2010년 미스코리아에 광주-전남 선(善)으로 참가했었다.

## 프로필
- 출생: 1990년 8월 16일
- 신체: 174.2cm, 55.4kg, 34-24-36
- 학력: 전남대학교 미술학과, 중앙대학교 예술대학원 예술경영학과
- 수상: 2013년 미스 충북 충북일보, 2014년 미스코리아 충북 미(美)
- 취미: 박물관, 미술관 관람
- 특기: 한국화, 전각